# Bezirk Ñürüm
Ñürüm ist ein Bezirk (distrito) des indigenen Territoriums Ngöbe-Buglé in Panama. Die Einwohnerzahl betrug laut Volkszählung 2023 17.637. Es liegt in der Unterregion Kädridri.

## Gliederung
Der Bezirk Ñürüm ist administrativ in folgende Corregimientos unterteilt:
- Buenos Aires
- Agua de Salud
- Alto de Jesús
- Cerro Pelado
- El Bale
- El Paredón
- El Piro
- Guayabito
- Güibale
- El Peñon
- El Piro No.2 (Muakwata Kubu)